# Fabrice Parent
Fabrice Parent (11 februari 1978) is een Frans voormalig professioneel wielrenner die in het verleden één seizoen uitkwam voor La Française des Jeux.
Parent werd in 1996 derde bij de Franse kampioenschappen op de weg voor junioren.
Hij wist geen enkele koers te winnen.

## Belangrijkste overwinningen
Geen